# San Marcelino
San Marcelino (Bayan ng San Marcelino) är en kommun i Filippinerna. Kommunen ligger på ön Luzon, och tillhör provinsen Zambales. Folkmängden uppgår till 25 440 invånare.

## Barangayer
San Marcelino är indelat i 18 barangayer.
| - Aglao - Buhawen - Burgos (Pob.) - Central (Pob.) - Consuelo Norte - Consuelo Sur (Pob.) - La Paz (Pob.) - Laoag - Linasin | - Linusungan - Lucero (Pob.) - Nagbunga - Rabanes - Rizal (Pob.) - San Guillermo (Pob.) - San Isidro (Pob.) - San Rafael - Santa Fe |